# 各種同學
各種同學（英語：All Kinds Of Tongsyue），是一群來自高雄市立高雄高級工業職業學校的畢業生所組成的自媒體影音創作團隊，影片內容多為戲劇類型，於2017年3月15日在YouTube上傳第一支影片「分組報告的各種同學」在網路上引起討論，代表作品有《各種同學系列》以及《各種新聞系列》。

## 簡介
2017年3月15日，創立YouTube頻道並上傳第一支影片；起初是由六位高中的同班同學（一謙、四蕊、魚翔、均君、雲蔚、阿嬤）所組成，為畢業專題作業，以「行銷高雄市立高雄高級工業職業學校圖文傳播科」為題製作了系列影片。2017年9月23日，頻道達到十萬訂閱。
2022年8月19日加盟Superfanz，共同創立「各種學弟妹」頻道。

## 經歷
2018年，和中央選舉委員會合作「公投18就開始」，和前會長陳英鈐拍攝影片宣導學生投票權。
2019年，成員一謙、雲蔚擔任教育部反霸凌大使，分享個人在學期間遭受霸凌經驗。
2020年，和勞動部合作宣導學生打工權益，和勞動部長許銘春直播開箱勞動部。

## 成員

### 各種同學
各種同學成員原先以同學A、同學B、同學C等代號命名，後期則開始以同學間的暱稱在頻道上以及個人社群平台活動，現在共有五位成員。
| 暱稱          | 本名   | 加入日期                  |
| ------------- | ------ | ------------------------- |
| 一謙（同學A） | 張以謙 | 2017年3月15日（初始成員） |
| 均君（同學D） | 許均瑋 | 2017年3月15日（初始成員） |
| 雲蔚（同學E） | 吳昀蔚 | 2017年3月15日（初始成員） |
| 柔妹          | 張以柔 | 2019年9月28日             |
| 痣謙          | 游至謙 | 2020年2月28日             |

### 各種學弟妹
2022年8月19日，各種同學頻道發布「這樣讀書上台大？時間管理的各種同學【各種同學系列 第100回】」影片，並且成立「各種學弟妹」頻道，正式宣布新增二代成員，分別由五位來自不同大學的學生組成。
| 暱稱 | 個人頻道     | 就讀學校         | 加入日期      |
| ---- | ------------ | ---------------- | ------------- |
| 阿綸 | 阿綸 R-Lun   | 逢甲大學         | 2022年8月19日 |
| 蕉人 | 蕉人 Bionana | 國立陽明交通大學 | 2022年8月19日 |
| 豆腐 | 擺Ya豆腐     | 國立臺灣大學     | 2022年8月19日 |
| 西踢 | 西踢 Cting   | 國立臺北藝術大學 | 2022年8月19日 |
| 蝦米 | 蝦米老蘇     | 國立中山大學     | 2022年8月19日 |

## 外部連結
- YouTube上的各種同學頻道
- 各種同學的TikTok
- 各種同學的Facebook專頁
- 各種同學的Instagram帳戶